# Ilnacorella argentata
Ilnacorella argentata är en insektsart som beskrevs av Knight 1925. Ilnacorella argentata ingår i släktet Ilnacorella och familjen ängsskinnbaggar. Inga underarter finns listade i Catalogue of Life.